# Parafia św. Jana Chrzciciela w Łagowie
Parafia św. Jana Chrzciciela w Łagowie – rzymskokatolicka parafia we wsi Łagów, należąca do dekanatu Świebodzin – NMP Królowej Polski diecezji zielonogórsko-gorzowskiej, metropolii szczecińsko-kamieńskiej w Polsce, erygowana 1 czerwca 1951. Mieści się przy ulicy Sulęcińskiej.

## Zasięg parafii
Bracikowo, Gronów, Jemiołów, Łagów, Łagówek, Stok, Żelechów

## Proboszczowie
- ks. Paweł Biłyk (1951 - 1959)
- ks. Henryk Guzowski (1959 – 1974)
- ks. Antoni Mackiewicz (1974 – 1980)
- ks. Józef Pohla (1980 – 1982)
- ks. Norbert Nowak  (1982 – 2010)
- ks. dr Andrzej Oczachowski (2010 – 2017)
- ks. Zbigniew Zdanowicz (2017 - 2020)
- ks. Jarosław Leśny (2020 - 2023)
- ks. Przemysław Janicki (od 1.08.2023, administrator, od 1 sierpnia 2024 proboszcz)[1]